# Kirsten Barnes
Kirsten Barnes, född den 26 mars 1968 i London i Storbritannien, är en kanadensisk roddare.
Hon tog OS-guld i fyra utan styrman i samband med de olympiska roddtävlingarna 1992 i Barcelona.